# Relaciones Estados Unidos-Siria
Las relaciones diplomáticas entre Siria y Estados Unidos comenzaron en 1835 y continuaron hasta que se suspendieron en 2012 tras el inicio de la guerra civil siria. Los temas prioritarios entre los dos Estados incluyen el conflicto árabe-israelí, la anexión de los Altos del Golán, el presunto patrocinio estatal del terrorismo, etc. A partir de 2025, Estados Unidos había comenzado a trabajar con el nuevo gobierno sirio después del colapso del antiguo régimen bajo la familia Ásad.
Según el Informe de liderazgo global de EE. UU. de 2012, a través de una encuesta realizada durante la guerra civil siria, el 29% de sirios aprueba el liderazgo de EE. UU., con un 40% de desaprobación y un 31% de incertidumbre.
En 2025 bajo el segundo mandato de Trump y el presidente del gobierno de transición sirio Ahmed al-Charaa, se sostuvo una reunión de 45 minutos en Arabia Saudita.

## Antecedentes de las relaciones políticas

### 1835–1946
Las relaciones oficiales comenzaron en 1835 cuando los Estados Unidos nombraron por primera vez cónsules de los Estados Unidos para Alepo, que entonces formaba parte del Imperio Otomano. Después de que se declarara la independencia de Siria en 1946, los Estados Unidos establecieron un consulado en Damasco. El 7 de septiembre de 1946, los Estados Unidos reconocieron a una Siria independiente, nombrando George Wadsworth a la misión diplomática.

### 1957–1990

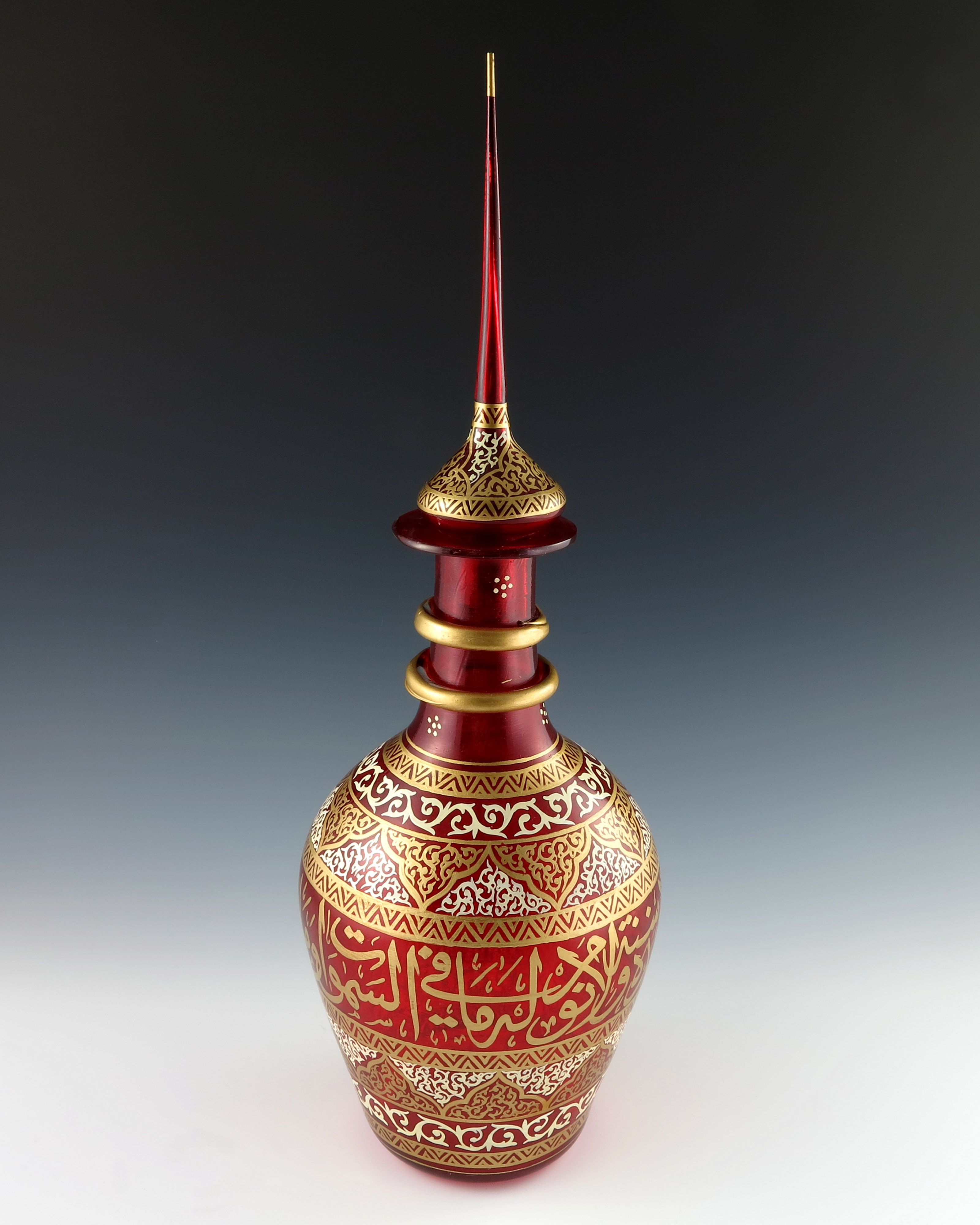
Un decantador otorgado al Presidente de los Estados Unidos Gerald Ford de Abdul Halim Khaddam, vice primer ministro de Relaciones Exteriores de Siria.

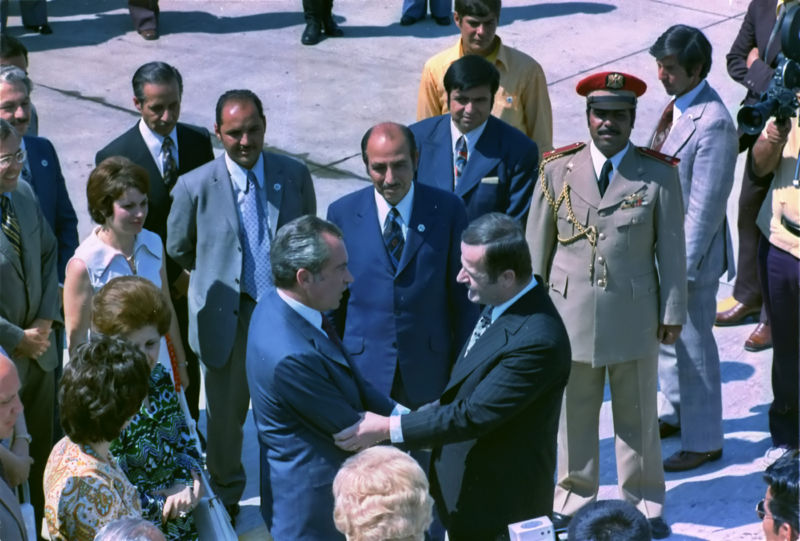
El presidente sirio Hafez al-Assad saluda al presidente de los Estados Unidos Richard Nixon en Damasco, 1974.

Como resultado de un intento fallido de 1957 Agencia Central de Inteligencia (CIA) para derrocar al Presidente sirio Shukri al-Quwatli, Siria le pidió al Embajador de los Estados Unidos James S. Moose que abandonara Damasco. A cambio, el embajador sirio Faris Zain Al-Din fue llamado a Siria. Más tarde, las relaciones entre Estados Unidos y Siria se cortaron nuevamente en 1967 después de la guerra de los Seis Días (Israelí-Árabe Guerra) que resultó en la ocupación por Israel de los Altos del Golán. Tras el logro del Acuerdo sobre la desconexión entre Israel y Siria, las relaciones se reanudaron en junio de 1974 y, posteriormente, el presidente de los Estados Unidos Richard Nixon visitó Damasco en un viaje oficial.
En una entrevista en 1986 en la CNN, el ex secretario de Estado de Estados Unidos, Alexander Haig, cuando se le preguntó qué país consideraba como el peor patrocinador estatal de terrorismo del mundo, respondió "indiscutiblemente Siria". [cita requerida]

### 1990–2000
Durante la guerra del Golfo en 1990–91, Siria cooperó con los Estados Unidos como miembro de la coalición multinacional de fuerzas. Los Estados Unidos y Siria también consultaron de cerca sobre el Acuerdo de Taif y pusieron fin a la guerra civil en Líbano.
En 1991, el presidente sirio Hafez al-Assad tomó la decisión histórica de aceptar la invitación del entonces presidente Bush para asistir a una conferencia de paz en Oriente Medio y participar en negociaciones bilaterales posteriores con Israel. Siria mejoró sus relaciones con los Estados Unidos al asegurar la liberación de los rehenes occidentales retenidos en el Líbano y al levantar las restricciones de viaje a los judíos sirios.
A lo largo de la administración Clinton hubo múltiples intentos de involucrar a al-Assad en las negociaciones de paz en Medio Oriente. Estos incluyen varias cumbres presidenciales; el último ocurrió cuando el entonces presidente Bill Clinton se reunió con el presidente Hafez al-Assad en Ginebra en marzo de 2000.

### 2001–2008
A raíz de los ataques del 11 de septiembre en los Estados Unidos en 2001, el gobierno sirio inició una cooperación limitada con los Estados Unidos en la Guerra contra el terror. En uno de esos casos, la inteligencia siria alertó a los EE. UU. De un plan de Al Qaeda similar al bombardeo USS '' Cole '' del bombardeo USS, que iba a volar un ala delta cargada con explosivos en la Quinta Flota de la Marina de los EE. UU. sede en Baréin. Siria fue uno de los destinos más comunes en los Estados Unidos para enviar cautivos fuera de sus fronteras para ser torturados, un programa conocido como "rendición extraordinaria".
La oposición de Siria a la guerra de Irak deterioró las relaciones. Surgió una seria discusión porque el gobierno sirio no impidió que los combatientes extranjeros usaran las fronteras sirias para ingresar a Irak y se negaron a deportar a los elementos del antiguo Saddam Hussein gobierno que apoya la insurgencia iraquí. A su vez, a los funcionarios sirios les preocupaba la alta afluencia de refugiados iraquíes en su país.
Los temas de preocupación de los Estados Unidos incluyen su continua interferencia en los asuntos libaneses, su protección de la dirección de los grupos rechazistas palestinos en Damasco, su historial de derechos humanos y su búsqueda de armas de destrucción masiva. Las relaciones disminuyeron después del asesinato del ex primer ministro libanés Rafik Hariri. En febrero de 2005, tras el asesinato de Hariri, los Estados Unidos llamaron a su embajador en Washington.
En 2008, la CIA y los Estados Unidos Comando Conjunto de Operaciones Especiales (JSOC) llevaron a cabo una incursión paramilitar de Abu Kamal 2008 dirigida Al-Qaeda en Irak en la ciudad de Sukkariyeh en Abu Kamal. Informes posteriores revelaron que casi una docena de operaciones similares se habían llevado a cabo en Siria, Pakistán y otros lugares desde una orden ejecutiva clasificada de 2004, Al-Qaida Network Exord, permitió tales misiones, estipulando que aquellos en países sensibles como Siria y Pakistán requerían presidenciales aprobación.

## Acusaciones de terrorismo
Siria es considerada una dictadura secular con un historial pobre derechos humanos. Siria ha estado en la lista de patrocinadores estatales del terrorismo según los Estados Unidos desde el inicio de la lista en 1979 y la considera un “refugio seguro” para los terroristas. Siria rechaza su clasificación por los EE. UU. Como estado patrocinador del terrorismo. Sin embargo, en una entrevista en 1986 en la CNN, el ex secretario de Estado de EE. UU. Alexander Haig, cuando se le preguntó qué país consideraba como el peor patrocinador estatal de terrorismo del mundo, respondió "indudablemente a Siria". También en 1986, los Estados Unidos retiraron a su embajador e impusieron sanciones administrativas adicionales a Siria en respuesta a la evidencia de la participación directa de Siria en un intento de hacer explotar un avión israelí. Un embajador de los Estados Unidos regresó a Damasco en 1987, parcialmente en respuesta a acciones positivas sirias contra el terrorismo, como expulsar a la [Organización Abu Nidal] de Siria y ayudar a liberar a un rehén estadounidense a principios de ese año.
Siria ha condenado públicamente los ataques terroristas internacionales y no ha estado directamente vinculada a la actividad terrorista desde 1986, ya que niega cualquier participación en el asesinato de Hariri. Siria prohíbe activamente cualquier ataque terrorista basado en Siria y los ataques a los occidentales. En cambio, Siria proporciona "apoyo pasivo" a grupos que considera movimientos de resistencia legítimos. Los Estados Unidos caracterizan esto como un refugio seguro para los grupos terroristas, ya que el gobierno sirio permite grupos como Hamás, Jihad Islámico Palestino, y el Frente Popular para la Liberación del Comando General Palestino para operar dentro de sus fronteras. EE. UU. cree que Siria brinda apoyo táctico y político a estos grupos y en abril de 2010 condenó a Siria porque cree que proporciona misiles SCUD a las fuerzas Hezbolá en Líbano.
El 4 de septiembre de 2013, el Parlamento sirio dirigió una carta a la Cámara de Representantes de los Estados Unidos. Esta carta argumentaba contra una campaña de bombardeos de Estados Unidos contra Siria, apelando a la lucha común de los dos gobiernos contra el extremismo islámico y culpando a los recientes ataques con armas químicas a los insurgentes.

### combatientes extranjeros iraquíes
Los Estados Unidos también han culpado a Siria por el movimiento de afiliados Al Qaeda extranjeros a Irak. El movimiento de estos combatientes extranjeros alcanzó su punto máximo entre 2005 y 2007; sin embargo, Siria intentó disminuir este movimiento mediante un mayor control de las fronteras y mejores prácticas de detección de quienes cruzan la frontera. Desde 2009, el gobierno sirio ha indicado que está dispuesto a aumentar la cooperación de seguridad fronteriza entre las fuerzas iraquíes y estadounidenses.

### Intento de bombardeo de la embajada de Estados Unidos en Damasco
El 12 de septiembre de 2006, la embajada de Estados Unidos fue atacada por cuatro asaltantes armados con armas de fuego, granadas y un coche bomba (que no detonó). Las fuerzas de seguridad sirias respondieron con éxito el ataque, matando a los cuatro atacantes. Otros dos sirios asesinados durante el ataque eran un guardia de seguridad del gobierno y un transeúnte. El gobierno sirio declaró públicamente que los terroristas habían llevado a cabo el ataque. El gobierno de los Estados Unidos no ha recibido una evaluación oficial del gobierno sirio de los motivos u organización detrás del ataque, pero la seguridad se mejoró en las instalaciones de los Estados Unidos. Sin embargo, tanto el embajador sirio en los EE. UU., Imad Moustapha, como el presidente Bashar al-Assad, culparon a la política exterior de los EE. UU. En la región por contribuir al incidente.

### Guerra civil siria
Desde el inicio de la guerra civil, el gobierno de Bashar al-Assad ha acusuado a Estados Unidos de haber organizado, junto a Arabia Saudita e Israel, la rebelión en contra de su gobierno, así como de haber financiado a grupos terroristas en territorio sirio. Esto se habría hecho con la intención de derrocar a su gobierno e intentar instaurar uno que fuese afín a sus intereses.
El gobierno de EE.UU ha admitido que parte del armamento entregado a los rebeldes sirios, así como al ejército iraquí, ha caído en manos de grupos terroristas como el Estado Islámico o Al qaeda, que luego las usan en sus combates contra el ejército sirio u otros grupos rebeldes.

## Sanciones económicas
El gobierno de los Estados Unidos ha impuesto una serie de sanciones económicas a Siria. La principal forma de sanción resulta en la inclusión de Siria en la lista de patrocinadores estatales del terrorismo. Estas incluyen sanciones ordenadas por la ley, incluidas las sanciones a la exportación y la inelegibilidad para recibir la mayoría de las formas de ayuda de los Estados Unidos o para comprar equipo militar de los Estados Unidos.

### Órdenes ejecutivas
Ha habido una serie de órdenes ejecutivas administradas por la Tesorería de los Estados Unidos Oficina de Control de Activos Extranjeros (OFAC) que incluyen las Órdenes Ejecutivas 13315, 13224, 13382, 13338, 13399, 13441 y 13460. Estas sanciones se imponen a ciertas Los ciudadanos o entidades sirios debido a su participación en el terrorismo, actos de corrupción pública o sus actividades desestabilizadoras en Irak y el Líbano. A partir de 2010, ha habido 20 ciudadanos sirios que han sido sancionados. El 18 de agosto de 2011, la Orden Ejecutiva 13582 firmada por el presidente Obama congela todos los activos del Gobierno de Siria, prohíbe a las personas estadounidenses participar en cualquier transacción que involucre al Gobierno de Siria, prohíbe las importaciones estadounidenses de petróleo de origen sirio o productos derivados del petróleo, prohíbe las personas no tienen relaciones comerciales con o relacionadas con el petróleo o los productos derivados del petróleo de Siria, y prohíben a las personas estadounidenses operar o invertir en Siria.

### Banco Comercial de Siria
En 2006, el gobierno de los EE. UU. promulgó sanciones contra el Banco Comercial de Siria que fue el resultado de las preocupaciones de lavado de dinero previstas en la sección 311 de la Ley Patriota de los Estados Unidos. Estas sanciones impiden que los bancos y subsidiarias de los Estados Unidos mantengan cuentas de correspondencia con el Banco Comercial de Siria.

### Ley de Siria y Restauración de la Soberanía del Líbano
En mayo de 2004, se promulgó un amplio conjunto de sanciones económicas bajo la administración de Bush. La Ley de responsabilidad de Siria y de restauración de la soberanía del Líbano, impuso sanciones a Siria prohibió la mayoría de las exportaciones a Siria, excepto alimentos y medicinas, prohibiendo específicamente la exportación de la mayoría de los productos que contienen más del 10% de componentes fabricados en Estados Unidos a siria En mayo de 2010, el presidente Barack Obama renovó este conjunto de sanciones contra Siria.

## 2009-2021

### Bajo el presidente Barack Obama
La administración de Obama inició una política de acercamiento con Siria. Sin embargo, con la violenta respuesta de los gobiernos a la guerra civil siria en 2011, las relaciones se enfriaron drásticamente y los altos funcionarios estadounidenses, incluido el propio presidente Obama, pidieron en repetidas ocasiones que el presidente sirio Bashar al-Assad renunciara.

#### Levantamiento de restricciones de viaje
En febrero de 2010 se levantó el aviso de viaje de EE. UU. Para ciudadanos estadounidenses que viajaban a Siria. El aviso había estado en vigencia desde el atentado de 2006 en la embajada. La Embajada de EE. UU. En Siria informó que, "Después de evaluar cuidadosamente la situación actual en Siria, determinamos que las circunstancias no merecían extender la advertencia de viaje". Muchos consideraron este movimiento como uno de los primeros pasos hacia mejores relaciones bilaterales.

#### Re-compromiso
El 17 de febrero de 2010, el presidente de los Estados Unidos Barack Obama nombró al diplomático estadounidense Robert Stephen Ford para que se desempeñara como el nuevo Embajador de los Estados Unidos en Siria, el primero desde 2005 después del asesinato de Hariri. Poco después del nombramiento de Ford, el Subsecretario de Estado para Asuntos Políticos  William Burns llegó a Damasco y sostuvo conversaciones con el presidente Bashar al-Assad en un intento por reactivar las relaciones. Las conversaciones fueron descritas como "francas" y se reunió una base común sobre las cuestiones relacionadas con Irak y el Líbano. En julio de 2010, el senador Arlen Specter se reunió con al-Assad en un intento por continuar el nuevo diálogo. En reuniones giraron en torno a discutir "pasos específicos para promover la estabilidad regional, reactivar las conversaciones de paz entre Siria e Israel y fortalecer las relaciones bilaterales entre Estados Unidos y Siria".
Los cables diplomáticos entre la embajada de los Estados Unidos en Damasco y el Departamento de Estado que fueron lanzados por WikiLeaks en 2011 revelaron que los Estados Unidos dieron apoyo financiero a grupos de oposición política y proyectos relacionados al menos hasta septiembre de 2010. Los cables se enviaron porque el personal de la embajada Me preocupé cuando los agentes de inteligencia sirios investigaban estos programas. El financiamiento que comenzó durante la presidencia de George W. Bush incluyó $ 6 millones para el canal de televisión satelital Barada que transmite la programación antigubernamental a Siria. Barada TV está estrechamente afiliada con el Movimiento por la Justicia y el Desarrollo, una red de exiliados sirios con sede en Londres.

#### Reacción a la guerra civil siria
El conflicto de la guerra civil en Siria se intensificó, el presidente de los Estados Unidos Obama a mediados de agosto de 2011 declaró públicamente que el presidente de Siria, Bashar al-Assad, debería renunciar. Los Estados Unidos presionaron enérgicamente para que el Consejo de Seguridad de las Naciones Unidas aprobara una resolución que condenara las medidas del gobierno sirio para reprimir la rebelión y adoptar sanciones económicas contra Siria a fines de septiembre y principios de octubre de 2011, y cuando Rusia y la República Popular China ejercieron su poder de veto para bloquear la propuesta, el embajador Susan Rice expresó "indignación".
Las relaciones se tensaron aún más debido a que las fuerzas de seguridad sirias no protegieron a Robert Stephen Ford, el embajador de Estados Unidos en Siria, de ser atacado por multitudes pro Assad en al menos dos ocasiones, así como para prevenir el vandalismo de la embajada de Estados Unidos. y propiedad diplomática. El 24 de octubre de 2011, los Estados Unidos anunciaron que habían retirado al Embajador Ford debido a "amenazas creíbles contra su seguridad personal".
Después de la revelación de la masacre de Houla en mayo de 2012, el Departamento de Estado de los Estados Unidos anunció que el encargado de negocios sirio en Washington había recibido 72 horas para salir del país.
A partir del 6 de febrero de 2012, la Embajada de EE. UU. Suspendió las operaciones y cerró los servicios consulares normales. Actualmente, los intereses estadounidenses en Siria están representados por una Sección de Intereses en la Embajada de la República Checa.[cita requerida]
En diciembre de 2012, el presidente de los Estados Unidos Barack Obama anunció que los Estados Unidos reconocerían formalmente a la Coalición de la Oposición Siria, en lugar del gobierno de Damasco, como el representante legítimo del pueblo sirio. A partir de 2012, la embajada de los Estados Unidos está suspendida debido a la guerra civil siria. Las oficinas de la Coalición Nacional Siria en los Estados Unidos fueron reconocidas como misiones diplomáticas en mayo de 2014.

##### Armar a los rebeldes sirios

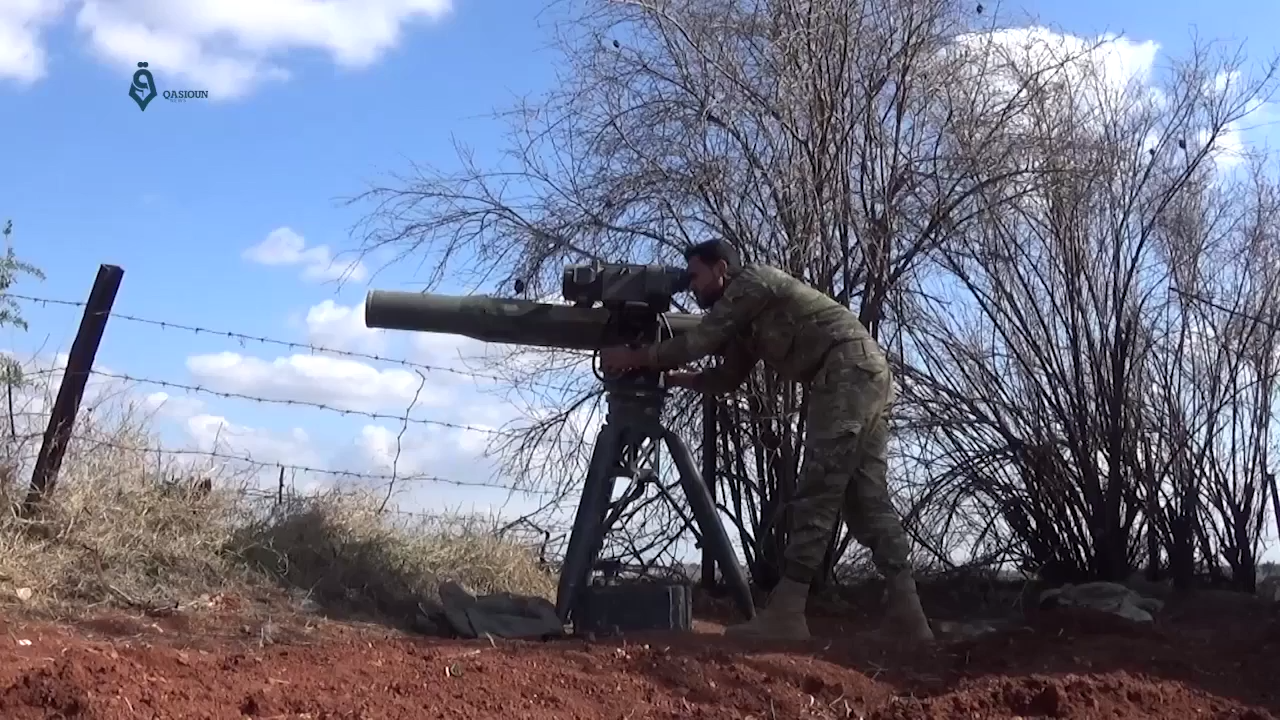
Un Army of Glory lanza un BGM-71 TOW misil antitanque en una posición del gobierno sirio durante la ofensiva Hama 2017.

Entre 2013 y 2017, bajo los auspicios de la operación encubierta dirigida por la CIA Timber Sycamore y el manifiesto [Programa Sirio de Tren y Equipado] dirigido por el Departamento de Defensa, los Estados Unidos entrenaron y armaron a casi 10.000 combatientes rebeldes en un Costo de $ 1 mil millones al año. La CIA había estado enviando armas a los rebeldes antigubernamentales en Siria desde al menos 2012. Al parecer, algunas de estas armas cayeron en manos de extremistas, como Frente Al-Nusra y ISIL.
En julio de 2017 se informó que el presidente Donald Trump había ordenado una "eliminación gradual" del apoyo de la CIA a los rebeldes antigubernamentales.

### Bajo el presidente Donald Trump

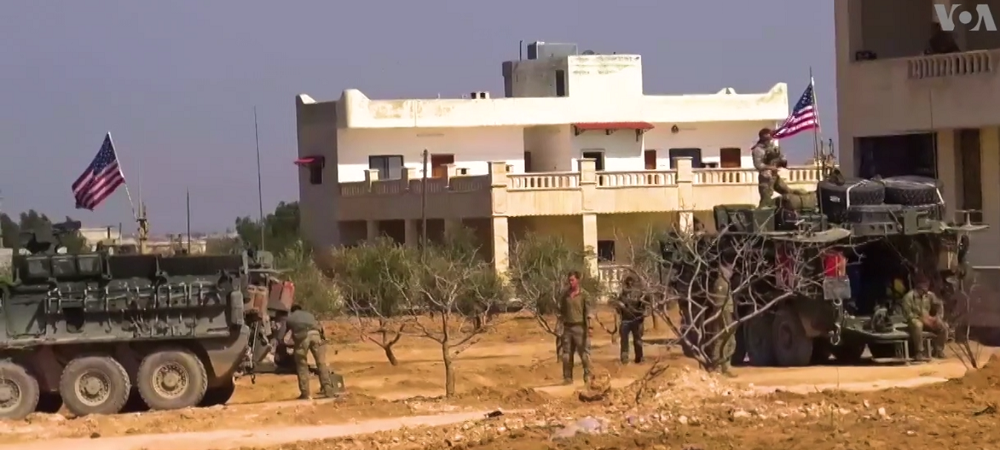
Fuerzas de operaciones especiales de Estados Unidos cerca de Manbij, actuando como asesores de las Fuerzas Democráticas de Siria, marzo de 2017

#### Propuestas de zona segura de Trump
Durante y después de su campaña, Trump propuso establecer zonas seguras en Siria como una alternativa a la inmigración de refugiados sirios a los Estados Unidos. En el pasado, las "zonas seguras" se han interpretado como el establecimiento, entre otras cosas, de zonas de exclusión aérea sobre Siria. Durante el gobierno de Obama Turquía alentó a los Estados Unidos a establecer zonas de seguridad; La administración de Obama estaba preocupada por el potencial de llevar a los Estados Unidos a una guerra con Rusia. Aunque las zonas seguras no estaban en la versión final de la polémica Orden Ejecutiva 13769 de Trump, un borrador anterior filtrado varios días antes habría requerido que los EE. UU. Crearan un plan para las zonas seguras en Siria.
El 30 de enero, el gobierno saudí informó a Trump que apoyaba la creación de zonas seguras en Siria y Yemen. Dos días después, el 2 de febrero, Trump discutió las zonas de seguridad con el gobierno de Jordania. El 3 de febrero, los Estados Unidos aseguraron el respaldo Líbano para las zonas seguras en Siria. El 1 de febrero, Rusia solicitó a los EE. UU. Que fuera más específica sobre su plan de zona de seguridad y expresó su esperanza de que los EE. UU. lo discutieran con Rusia antes de la implementación. El 3 de febrero, el Alto Comisionado de las Naciones Unidas para los Refugiados se opuso a las zonas de seguridad. El 10 de febrero, el presidente sirio Bashar al-Assad, al tiempo que acogió con satisfacción la idea de que las tropas estadounidenses podrían luchar junto a Siria, rechazó la propuesta de zonas seguras como "una idea poco realista". Turquía presentó una nueva propuesta de zonas seguras para los estados árabes sunitas que se reunirán el 13 de febrero en Baréin.

#### Política sobre Bashar al-Assad
El 29 de marzo de 2017, durante la Presidencia de Donald Trump, el Secretario de Estado de los Estados Unidos Rex Tillerson expresó que el estado a más largo plazo del presidente Bashar al-Assad debe ser "decidido por el Pueblo sirio ". Esto aparece como un cambio de política, ya que bajo la administración del presidente Barack Obama, los Estados Unidos hicieron de la partida de Assad un objetivo político clave. El 30 de marzo de 2017, el embajador de los Estados Unidos ante las Naciones Unidas Nikki Haley reafirmó que la prioridad de la política de los Estados Unidos con respecto a Bashar al-Assad ya no es obligarlo fuera del poder.
En 7 de abril de 2017, los misiles estadounidenses destruyeron Shayrat Air Base en Homs Governorate, cuyo ejército estadounidense afirmó ser la base de la aeronave que llevó a cabo el ataque químico Khan Shaykhun tres días antes.
En abril de 2018 Estados Unidos y Francia llevaron a cabo ataques con misiles contra los compuestos de Assad en respuesta al ataque químico de Douma.

## 2025

### Bajo el segundo mandato de Donald Trump
Primer encuentro entre un presidente de Estados Unidos y Siria en 25 años. 
El líder de la Casa Blanca, Donald Trump, y el mandatario de facto sirio, Ahmed al-Sharaa, se reunieron este 14 de mayo en Riad, un punto de inflexión para un país que lucha por superar más de diez años de conflicto y décadas de aislamiento internacional.
El encuentro, que tuvo lugar en el marco de la reunión de Trump con los líderes del Consejo de Cooperación del Golfo (CCG), llegó un día después de que el republicano anunciara que levanta todas las sanciones a Damasco-impuestas durante el gobierno del depuesto autócrata Bashar al-Assad.
La medida marca un importante giro para una nación que intenta reconstruirse tras más de 50 años de férreo gobierno de una misma familia. 
Estoy "ordenando el cese de las sanciones contra Siria para darles un nuevo comienzo (...) Les da una oportunidad de grandeza. Las sanciones fueron realmente devastadoras, muy poderosas”, declaró Trump.
La reunión de este miércoles también selló un momento relevante en la política exterior dado que Ahmed al-Sharaa, que lideró la caída de Bashar al-Assad, llegó al poder al frente de Hayat Tahrir al-Sham, un grupo vinculado a Al Qaeda y designado como organización terrorista por Washington.
El hombre fue acusado de unirse a los insurgentes que combatían contra las fuerzas estadounidenses en Irak antes de entrar en la guerra de Siria. Incluso, fue encarcelado por tropas estadounidenses allí durante varios años.
El anuncio de levantamiento de todas las sanciones de Washington fue recibido con júbilo por miles de sirios que salieron a las calles a celebrar la decisión.
Pero Donald Trump no da puntada sin dedal y este miércoles la secretaria de prensa de la Casa Blanca, Karoline Leavitt, declaró que el mandatario estadounidense instó a Ahmed al-Sharaa a reconocer diplomáticamente a Israel, "ordenar a todos los terroristas extranjeros que abandonen Siria" y ayudar a Estados Unidos a detener cualquier resurgimiento del autodenominado Estado Islámico.
En este sentido, el líder republicano instó al mandatario de facto sirio a unirse a los Emiratos Árabes Unidos, Baréin y Marruecos, que normalizaron sus relaciones con el Estado de mayoría judía en virtud de los Acuerdos de Abraham, mediados por Washington, en 2020. 